# Sendgericht
Das Sendgericht oder auch der Send ist ein Begriff aus der kirchlichen Rechtsgeschichte. Vor dem Sendgericht (ehemals auch Sinode) genannten kirchlichen Gericht wurden von den Geistlichen im Beisein der gräflichen Schultheißen Schandtaten, Sünden und Laster der Gemeindeglieder behandelt und gerügt.

## Geschichte
Der Ausdruck Send geht auf das Wort Synode zurück und bezeichnet die regelmäßig stattfindenden geistlichen Sittengerichte des Mittelalters und der frühen Neuzeit. Das Sendgericht entstand im 9. Jahrhundert aus der bischöflichen Visitation.  Als Rechtsbuch dienten zwei Bücher von Regino von Prüm mit dem Titel De causis synodalibus et ecclesiasticis disciplinis. Häufiger Anlass von Anzeigen und Beschwerden waren Flüche und gotteslästerliche Reden, unordentliches Wesen, Zecherei, Kartenspiel, uneheliche Verhältnisse und Kindschaften, aber auch Missachtung der Sonntagsruhe durch Verrichtungen in Feld und Flur.

### Strafen
Über festgesetzte Strafen der Sendgerichte ist aus der Frühzeit wenig überliefert. Meist genügten von der Kanzel verkündete Rügen und Ermahnungen, seltener auch die öffentliche Bloßstellung durch Umhängen des Schand- oder Lastersteins. Schwere Übeltaten, Vergehen und Verbrechen wurden als sogenannte Malefizsachen oder halsgerichtliche Straftaten nicht vom Send, sondern von obrigkeitlichen Gerichten wie dem Vogteigericht geahndet.
Aus reformatorischer Zeit sind zum Teil reichhaltige Straf- und Sanktionskataloge überliefert. Leichtere Vergehen wurden unter vier Augen gerügt, schwerere durch Geldstrafen, die in der Regel in die Almosenkasse zu entrichten waren. Daneben konnte auch der zeitlich begrenzte oder dauerhafte Ausschluss vom Abendmahl (Kirchenbann) oder die Verweigerung der kirchlichen Amtshandlungen (Begräbnis, Trauung) ausgesprochen werden; oft waren die Gerügten auch nicht als Paten bei Taufen zugelassen.

### Ablauf
Man wohnte zuerst einem Gottesdienst bei, der meist vor einem „Kreuzaltar“, dem Volksaltar, stattfand. Wenn dies nicht in der sogenannten Sendkirche stattfand, ging man dann mit einer Prozession zur Sendkirche. Dort stand vor dem Sendstuhl ein Tisch mit einer weißen und schwarzen Decke gedeckt (als Zeichen für Gut und Böse). Darauf lag ein Kreuz mit Kerzen, davor ein Stöckchen, ein Stein, ein Blatt Papier und eine Schere – zum Beweis der Gerichtsbarkeit.

### Weitere Entwicklung

#### In der katholischen Kirche
Seit dem 11. Jahrhundert ging die Sendgewalt auch auf die Archidiakone und später auch auf die Priester über und erlebte im hohen Mittelalter sozusagen ihre Blütezeit. Im Sachsenspiegel aus der Zeit um 1230 heißt es: Jeder Christenmensch, sobald er zu seinen Jahren gekommen ist, ist verpflichtet, das Sendgericht zu besuchen drei mal im Jahr innerhalb des Bistumes, darin er ansassig ist (Ssp. Ldr. I/2,1). Es scheint, dass der Adel das Sendgericht des Bischofs und der Bauernstand das Sendgericht des Archidiakons aufsuchte. Doch das Konzil von Trient (1545–1563) sprach den Bischöfen wieder die alleinige Richtergewalt zu.

#### Reformation
In einigen protestantischen Territorien erlebte das Sendgericht in der zweiten Hälfte des 16. Jahrhunderts eine letzte Blüte. Zahlreiche Kirchenordnungen schreiben die Erneuerung der Sendgerichte vor, oft auch unter anderen Namen wie beispielsweise Kirchenzensur. Neu war daran, dass die Amtsgewalt nicht mehr von den Vertretern der Amtskirche, also den Pfarrern, Superintendenten, Dekanen oder Konsistorien (Kirchenleitungen) ausgeübt wurde, sondern von aus der Gemeinde gewählten Männern. Diese Wahl fand normalerweise auf Zeit, seltener auch auf Lebenszeit statt. Die Mitglieder des Sendgerichts wurden als Sendschöffen, (Kirchen-)Zensoren, Älteste oder auch Presbyter (griechisch: Älteste) bezeichnet.
Die Ausübung verschwand in beiden Konfessionen allmählich im Laufe des 17. und 18. Jahrhunderts. Im 19. Jahrhundert war der Send überall in Deutschland, wo er hauptsächlich und fast ausschließlich gegolten hatte, verschwunden.

### Send in Münster
Hauptartikel: Send (Münster)

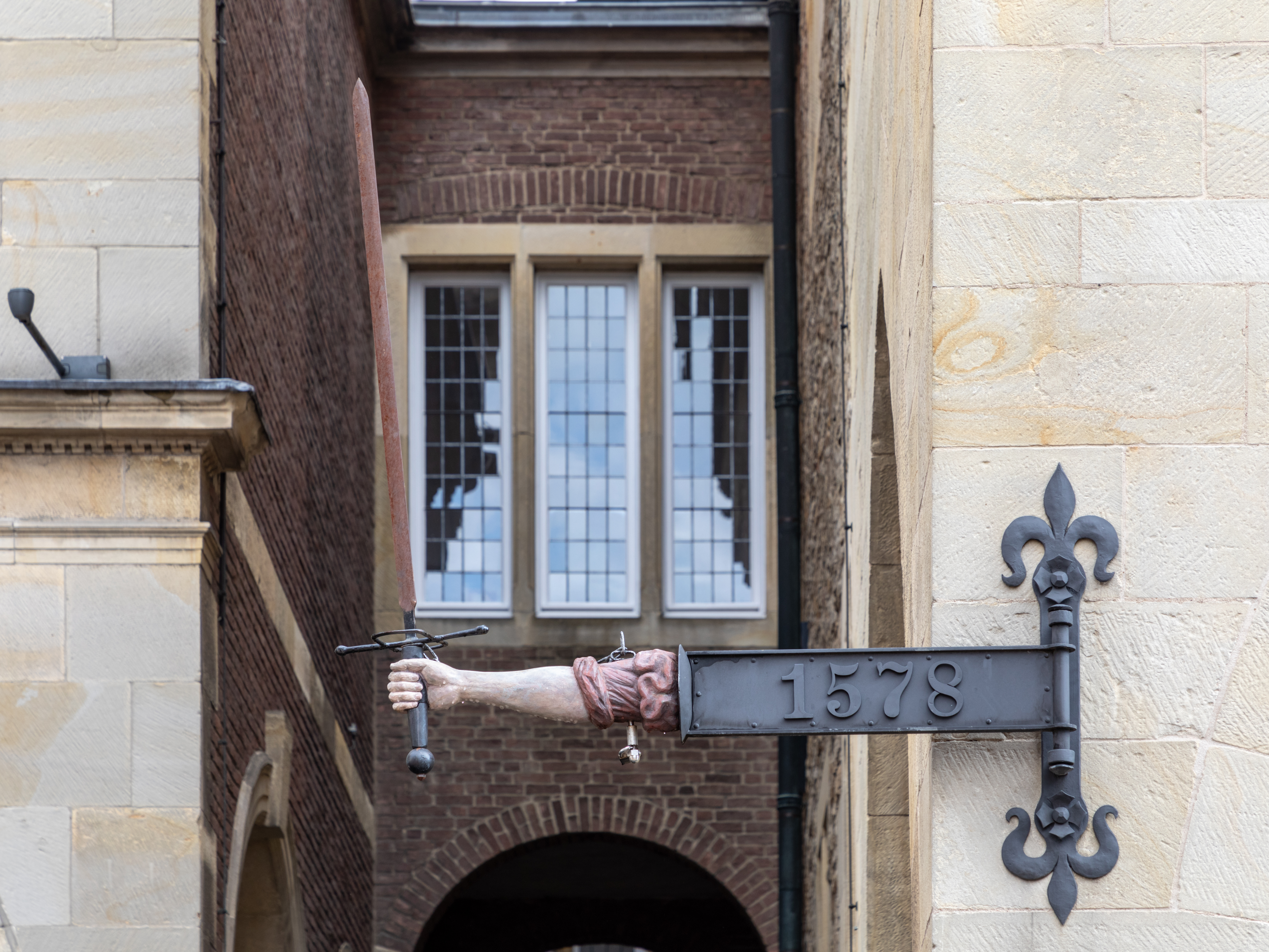
Das Sendschwert am Rathaus als Zeichen des Marktrechts der Stadt Münster während des dreimal im Jahr stattfindenden Sends.

Während dieser Zeit galt in Münster ein besonders strenger Marktfriede, der jeden Bruch, der mit Blutvergießen verbunden war, bis 1578 mit dem Tode bestrafte.
Heute ist der Send in Münster, der drei Mal im Jahr am Wochenende auf dem Schlossplatz stattfindet, die größte Kirmes der Region. Dort gibt es neben vielen Fahrgeschäften auch den traditionellen „Pottmarkt“.